# Pic à raies fines
Campethera tullbergi taeniolaema
Espèce
Statut de conservation UICN

 LC  : Préoccupation mineure
Le Pic à raies fines (Campethera taeniolaema) est une espèce d'oiseaux de la famille des Picidae. Son aire de répartition s'étend à travers l'Est de l'Ouganda, le Kenya et les forêts d'altitude du rift Albertin.